# CUDOS
De  CUDOS-norm, voor het eerst geformuleerd in 1942 door Robert K. Merton, is een verzameling van vier waarden (met afgeleide normen) die beoefenaars van wetenschappelijk onderzoek in acht zouden moeten nemen. De naam verwijst naar de Engelse beginletters: Communism, Universalism, Disinterestedness en Organized Skepticism.
Deze normen komen op het volgende neer:
1. Communism (gemeenschappelijkheid): kennis is een product van gezamenlijke inspanningen en dient daarom openbaar gemaakt te worden. Het moet gezien worden als collectief eigendom, maar er is wel nadrukkelijke vermelding van de ontdekker nodig.
2. Universalism (universalisme): het werk moet worden beoordeeld zonder naar de persoon te kijken; sekse, nationaliteit, status, etc. mogen niet mee spelen in de beoordeling.
3. Disinterestedness (belangeloosheid): eigenbelang of groepsbelang behoren geen rol te spelen in de wetenschap. Dit zorgt ervoor dat onder meer fraude en plagiaat wordt voorkomen.
4. Organized Skepticism (georganiseerde scepsis): de onderzoeksresultaten en methoden moeten worden voorgedragen aan collega-wetenschappers, zodat deze kritiek kunnen leveren. Hierbij is het belangrijk dat duidelijk is hoe de uitkomsten verkregen zijn zodat er openlijk discussies gehouden kunnen worden. Zie ook collegiale toetsing voor invulling in de praktijk van deze norm.

Een alternatieve interpretatie van de letter O wordt gegeven door John Ziman. Hierin staat de O voor Originality (Engels: originaliteit). Een wetenschapper dient zelfstandig te zijn en moet in een erg individualistische cultuur kunnen leven. Men moet met vragen komen die niet eerder gesteld zijn en men moet hierdoor nieuwe onderwerpen en problemen aankaarten. Originaliteit zorgt er daarbij voor dat de wetenschap vooruitstrevend is.
Tegen de achtergrond van het commerciëler worden van het universitaire systeem is er discussie gevoerd over het toevoegen van normen, of wijzigen van de bestaande. Zo stelde filosoof en socioloog Jürgen Habermas voor er CUDOSH van te maken, omdat de norm 'individual Honesty' (individuele oprechtheid) ontbrak aan het lijstje.
Het gaat hier in essentie om wat wenselijk is, maar niet om vereisten, om criteria wat "wetenschappelijk" is. Zo kan natuurlijk niet van een industrieel laboratorium worden verlangd dat dit zijn wetenschappelijk onderzoek publiceert: voortijdige publicatie zou het onmogelijk maken om octrooi aan te vragen. Al impliceert octrooiverlening uiteindelijk wel publicatie (een wettelijke eis), veel bedrijven kiezen er ook voor om hun onderzoeksresultaten geheim te houden. Geheimhouding vormt ook een beletsel voor discussie met kritische collega-wetenschappers, voor zover niet aan hetzelfde bedrijf verbonden. En een industrieel researcher werkt natuurlijk allerminst belangeloos: zijn werkgever moet geld verdienen met zijn werk. Dit neemt natuurlijk niet weg dat een bedrijf bijvoorbeeld niet ten onrechte mag claimen dat een geneesmiddel geen bijwerkingen heeft op grond van gemanipuleerd onderzoek.   